# 安东尼·弗伦奇
安东尼·弗伦奇（英語：Anthony French，20世纪—），英国男子赛艇运动员。他曾代表英国参加丹麦哥本哈根举办的1978年世界轻量级赛艇锦标赛，获得男子轻量级八人单桨有舵手金牌。